# Urosepsi
L'urosepsi è una condizione infettiva in cui vi è la presenza di batteri del tratto urogenitale. I batteri possono propagarsi dalle vie urinarie verso la circolazione sanguigna e quindi causare la sepsi. I prodotti batterici, come le "tossine" (nei batteri Gram-positivi) o i batteri morti (batteri Gram-negativi) provocano danni alle membrane vascolari (endotelio). Tale condizione si registra con maggiormente nei pazienti che sono sottoposti ad un frequente cateterismo urinario.